# NGC 1440
NGC 1440 (również NGC 1442 lub PGC 13752, prawdopodobnie także NGC 1458) – galaktyka soczewkowata (SB0), znajdująca się w gwiazdozbiorze Erydanu. Należy do gromady w Erydanie.
Galaktyka została odkryta 6 października 1785 roku przez Williama Herschela. Ponownie Herschel zaobserwował ją 20 września 1786 roku, lecz popełnił błąd w opisie pozycji (o 1°) i przez to skatalogował ją po raz drugi. Mimo że John Dreyer podejrzewał, że może to być ten sam obiekt, umieścił w swoim katalogu obie obserwacje Herschela jako NGC 1440 i NGC 1442. Ciało niebieskie zaobserwowane w 1886 roku przez Francisa Leavenwortha i skatalogowane przez Dreyera jako NGC 1458 to najprawdopodobniej także ta galaktyka, gdyż po uwzględnieniu typowego dla wielu obserwacji tego astronoma około dwuminutowego błędu w rektascensji, pozycja jest zbliżona do pozycji NGC 1440.